# Erinaceinae
Hérissons vrais
Sous-famille
Les Hérissons vrais (Erinaceinae) sont une sous-famille d’Érinacéidés à piquants, par opposition aux gymnures, qui en sont dépourvus.

## Liste des genres
Selon ITIS :
- genre Atelerix Pomel, 1848 - des hérissons africains
- genre Erinaceus Linnaeus, 1758 - dont le Hérisson commun et le Hérisson oriental, les plus connus parmi tous les hérissons
- genre Hemiechinus Fitzinger, 1866 - des hérissons à grandes oreilles
- genre Mesechinus Ognev, 1951 - des hérissons des steppes
- genre Paraechinus Trouessart, 1879 - des hérissons des déserts